# Gremda
Gremda (àrab: قرمدة, Gramda) és una ciutat de Tunísia situada uns 10 km al nord-oest de la ciutat de Sfax, part de la governació de Sfax i de la delegació de Sfax Sud. La municipalitat té 36.405 habitants i està formada per la ciutat mateixa (que allotja la meitat dels habitants) i diversos nuclis menors.

## Economia
Té un mercat d'olives que és el més gran del país i s'anomena Soik Zitun. Les olives i productes derivats són la principal activitat del municipi.

## Administració
Forma una municipalitat o baladiyya, amb codi geogràfic 34 15 (ISO 3166-2:TN-12).
Al mateix temps, constitueix un sector o imada, amb codi 34 55 52, de la delegació o mutamadiyya de Sfax Sud (34 55).